# William Tidball
William Tidball (Exmouth, 22 de abril de 2000) es un deportista británico que compite en ciclismo en las modalidades de pista y ruta.
Ganó una medalla de oro en el Campeonato Mundial de Ciclismo en Pista de 2023 y cinco medallas en el Campeonato Europeo de Ciclismo en Pista entre los años 2021 y 2025.

## Medallero internacional
| Campeonato Mundial | Campeonato Mundial       | Campeonato Mundial | Campeonato Mundial      |
| Año                | Lugar                    | Medalla            | Competición             |
| ------------------ | ------------------------ | ------------------ | ----------------------- |
| 2023               | Glasgow (Reino Unido)    | Medalla de oro     | Scratch                 |
| Campeonato Europeo |                          |                    |                         |
| Año                | Lugar                    | Medalla            | Competición             |
| 2021               | Grenchen (Suiza)         | Medalla de bronce  | Persecución por equipos |
| 2022               | Múnich (Alemania)        | Medalla de bronce  | Persecución por equipos |
| 2024               | Apeldoorn (Países Bajos) | Medalla de plata   | Eliminación             |
| 2025               | Heusden-Zolder (Bélgica) | Medalla de bronce  | Scratch                 |
| 2025               | Heusden-Zolder (Bélgica) | Medalla de bronce  | Persecución por equipos |

1. 1 2  Compitió en la ronda de clasificación.

## Palmarés
2023
- 1 etapa de la Ronde de l'Oise